# 乔纳森·布朗利
乔纳森·卡勒姆·布朗利，MBE（英語：Jonathan Callum Brownlee，1990年4月30日—），英国铁人三项运动员，获得2012年奥运会男子铁人三项铜牌、2016年奥运会银牌及2020年奧運會混合接力金牌。

## 家庭
哥哥阿利斯泰尔·布朗利则是2012年奥运会和2016年奥运会铁人三项两枚金牌得主。